# Piero Natoli
Piero Natoli (eigentlich Pietro Natoli; * 22. November 1946 in Rom; † 8. Mai 2001 ebenda) war ein italienischer Filmregisseur, Drehbuchautor und Schauspieler.

## Leben
Natolis Familie stammt aus Sizilien; er machte einen Abschluss in Rechtswissenschaften und arbeitete 1969 als Assistent bei Pier Paolo Pasolini, später bei Silvano Agosti. Für das italienische Fernsehen drehte er dann Berichte und Dokumentationen. 1978 legte er seine erste Kinoarbeit vor. Armonica a bocca gewann zwar den großen Preis der „Incontri Internazionali del Cinema“ in Sorrent, fand aber keinen regulären Verleih. Mehr Glück hatte Natoli mit dem Folgewerk, der ausgezeichneten und sehr persönlichen Krisenanalyse Con fusione, in der er – wie bei allen seinen Filmen – auch selbst spielte. Seit 1984 auch für andere Regisseure als hervorragender Darsteller etlicher unvergesslicher Charaktere aktiv, ragt unter seinen eigenen weiteren Werken die Liebeserklärung an das Kino, Ladri di cinema aus dem Jahr 1994 heraus.
Natoli, vom Publikum und bei seinen Kollegen wegen seiner Freundlichkeit und Großzügigkeit beliebt, starb an den Folgen einer während eines Aufenthaltes in einem Fitness-Studio erlittenen Hirnblutung.

## Filmografie (Auswahl)
Regisseur, Drehbuchautor, Darsteller
- 1978: Armonica a bocca
- 1980: Con fusione
- 1988: Wer will, kann bleiben (Chi c'è c'è)
- 1991: Gli assassini vanno in coppia
- 1994: Ladri di cinema

Darsteller
- 1984: Magic Moments
- 2001: L'ultimo bacio

Drehbuchautor
- 1979: Der Sprung ins Leere (Salto nel vuoto)